# Bixaceae
Le Bixacee (Bixaceae Kunth) sono una famiglia di piante appartenente all'ordine Malvales.

## Tassonomia
La famiglia comprende i seguenti generi:
- Bixa L.
- Cochlospermum  Kunth
- Diegodendron  Capuron